# Liste der Kulturdenkmäler in Weidenthal
In der Liste der Kulturdenkmäler in Weidenthal sind alle Kulturdenkmäler der rheinland-pfälzischen Ortsgemeinde Weidenthal aufgeführt. Grundlage ist die Denkmalliste des Landes Rheinland-Pfalz (Stand: 19. Dezember 2024).

## Einzeldenkmäler
| Bezeichnung                                 | Lage                                                     | Baujahr                           | Beschreibung | Bild                           |
| ------------------------------------------- | -------------------------------------------------------- | --------------------------------- | --- | ------------------------------ |
| Bahnhof                                     | Bahnhofstraße 1 Lage                                     |                                   | ehemaliger Bahnhof der pfälzischen Ludwigsbahn; Empfangsgebäude, spätklassizistischer Putzbau, 1848/49, Erweiterung 1896 | weitere Bilder Fotos hochladen |
| Wittelsbacher Gedenkstein                   | Bahnhofstraße, vor Nr. 1 Lage                            | 1880                              | auf dem Bahnhofsvorplatz: Wittelsbacher Gedenkstein, Eisenplatte, 1880 | Fotos hochladen                |
| Protestantisches Pfarrhaus                  | Hauptstraße 87 Lage                                      | 1877/78                           | villenartiger Walmdachbau, spätklassizistische und Neurenaissance-Motive, 1877/78 | Fotos hochladen                |
| Felsenkammern                               | Hauptstraße, zwischen Nr. 93 und 99 Lage                 | ab 1543                           | Einarbeitungen am sogenannten Felsen, Rotsandsteinfelswand, bei Nr. 99 bezeichnet 1543, bei Nr. 93 „Betzenkammer“, spätestens aus dem 18. Jahrhundert, rechts Brunnenstube, bezeichnet 1826, Erneuerung 1875                 | Fotos hochladen                |
| Schulhaus                                   | Hauptstraße 105 Lage                                     | 1825/26                           | ehemaliges reformiertes Schulhaus; klassizistischer Krüppelwalmdachbau, 1825/26, Architekt Kreisbauinspektor Schwarze | Fotos hochladen                |
| Hofanlage                                   | Hauptstraße 107 Lage                                     | erste Hälfte des 19. Jahrhunderts | Hakenhof; eingeschossiges Wohnhaus mit Fachwerkgiebel, erste Hälfte des 19. Jahrhunderts, Backstein-Zwerchhaus spätes 19. Jahrhundert, Scheune 1855                                                                          | Fotos hochladen                |
| Rat- und Schulhaus                          | Hauptstraße 108 Lage                                     | 1762–65                           | ehemaliges Rathaus und katholisches Schulhaus; eingeschossiger Mansarddachbau, 1762–65; ehemalige Scheune, teilweise Fachwerk, 1849                                                                                          | Fotos hochladen                |
| Gasthof                                     | Hauptstraße 109/111 Lage                                 | 1836                              | ehemaliger Gasthof; spätklassizistischer Krüppelwalmdachbau, 1836, Ökonomie mit Krüppelwalmdach, ehemaliger Brauereikeller im Hang, 1863; straßenbildprägend                                                                 | Fotos hochladen                |
| Katholisches Pfarrhaus                      | Hauptstraße 112 Lage                                     | 1749/50                           | Putzbau 1749/50, Aufstockung in spätklassizistischen Formen, 1882 | Fotos hochladen                |
| Katholische Pfarrkirche St. Simon und Judas | Hauptstraße 116 Lage                                     | 1874–76                           | stattlicher neugotischer Sandsteinquader-Saalbau, 1874–76, Architekt Max von Siebert, Speyer, unter Verwendung von Plänen von Tanera und Geyer; ortsbildprägend; Fünfwundenkreuz, bezeichnet 1742                            | Fotos hochladen                |
| Rat- und Schulhaus                          | Hauptstraße 124 Lage                                     | 1828/29                           | ehemaliges Rat- und katholisches Schulhaus; klassizistischer Walmdachbau, 1828/29, Architekt Baupraktikant Schwarzenberger, Bad Dürkheim                                                                                     | Fotos hochladen                |
| Gasthof                                     | Hauptstraße 130/32 Lage                                  |                                   | ehemaliger Gasthof, stattlicher Krüppelwalmdachbau, 1834, Umbau 1913/14, ehemaliges Wirtschaftsgebäude, Umbau 1928/29 | Fotos hochladen                |
| Hirschbrunnen                               | Hauptstraße, bei Nr. 150 Lage                            | vor 1862                          | Laufbrunnen, spätklassizistischer Brunnenpfeiler, 1862 erneuert | BW                             |
| Wohnhaus                                    | Hauptstraße 186 Lage                                     | 1908/09                           | eingeschossiger villenartiger Krüppelwalmdachbau im Landhausstil, 1908/09, Architekt Seeberger, Kaiserslautern | Fotos hochladen                |
| Gedenkplatte                                | Hauptstraße, am nordwestlichen Ortsausgang Lage          | 1824                              | Gedenkplatte zum Ausbau der Staatsstraße, Eisen, bezeichnet 1824 | Fotos hochladen                |
| Wohnhaus                                    | Hindenburgstraße 1 Lage                                  | um 1700                           | zweigeschossiges Sichtfachwerkhaus auf Bruchsteinsockel, um 1700 | Fotos hochladen                |
| Spolie                                      | Hirschgasse, an Nr. 6 Lage                               | 1753                              | Volutenstein, reliefiert, bezeichnet 1753 | BW                             |
| Protestantische Pfarrkirche                 | Langentalstraße 2 Lage                                   | 1862–64                           | gotisierender Sandsteinquader-Saalbau, 1862–64, Architekt K. Kaercher, Neustadt; orts- und landschaftsbildprägend | Fotos hochladen                |
| Schulhaus                                   | Langentalstraße 3 Lage                                   | 1899                              | stattlicher blockhafter historisierender Walmdachbau, bezeichnet 1899, 1898–1900, Architekt Heinrich Mattern, Neustadt | Fotos hochladen                |
| Ehrenmal                                    | Langecker Straße, über dem Ort auf dem Köpfel Lage       | 1937                              | Ehrenmal 1914/18; sechs miteinander verbundene, reliefierte Sandsteinpfeiler, 1937, Architekt Leidner, Kaiserslautern, ausgeführt von Bildhauer Richard Menges                                                               | Fotos hochladen                |
| Tunnelportal                                | nordwestlich des Ortes Lage                              | um 1849                           | Südportal des Eisenkehl-Tunnels; seitliche Turmaufsätze, Konsolfries und Zinnenbekrönung bzw. zinnengeschmückter Staffelgiebel, um 1849                                                                                      | weitere Bilder Fotos hochladen |
| Tunnelportal                                | nordwestlich des Ortes Lage                              | um 1849                           | Nordportal des Köpfle-Tunnels; seitliche Turmaufsätze, Konsolfries und Zinnenbekrönung bzw. zinnengeschmückter Staffelgiebel, um 1849                                                                                        | weitere Bilder Fotos hochladen |
| Henkmantels-Loog oder Mollenstein           | südlich des Ortes am Mollenkopf; Distrikt Buchhalde Lage | 1737                              | Loogstein; Felsplatte mit Ritzzeichnungen, bezeichnet 1737 | BW                             |
| Morschbacher Hof                            | südlich des Ortes am Ende des Morschbachtals Lage        | 1820                              | eingeschossiger nachbarocker Krüppelwalmdachbau, 1820, Scheune 1856, Mauerreste weiterer Bauten, in den Hang gebauter Gewölbekeller; seit 1699 Friedhof der Familie Laubscher, Pforte bezeichnet 1754; bauliche Gesamtanlage | Fotos hochladen                |
| Grenzsteine                                 | südlich des Ortes; Distrikt Tiefer Morschbacher Eck Lage | ab dem 16. Jahrhundert            | Grenzsteine, 16. oder 17. und 19. Jahrhundert, GW 139/KW 12 bezeichnet 1589 und GW 138/KW 13 bezeichnet 1602 | BW                             |
| Geisen- oder Wildmauer                      | südwestlich des Ortes auf dem Eulenberg Lage             | 1786/87                           | etwa 1 m hohe Steinmauer, 1786/87 | Fotos hochladen                |
| Weißer Stein                                | westlich des Ortes; Distrikt Hohe Loog Lage              |                                   | Felsblock mit Kreuz | BW                             |
| Grenzsteine                                 | westlich des Ortes; Distrikt Hohe Loog Lage              | 1602 und 19. Jahrhundert          | zwei Grenzsteine, GW 186, 19. Jahrhundert; daneben kleiner Stein, bezeichnet 1602 | BW                             |